# Deborah, la femme adultère
 (janvier 2016).
Si vous disposez d'ouvrages ou d'articles de référence ou si vous connaissez des sites web de qualité traitant du thème abordé ici, merci de compléter l'article en donnant les références utiles à sa vérifiabilité et en les liant à la section « Notes et références ».
Deborah, la femme adultère est un roman biblique de Régine Deforges publié en 2008.

## Résumé
Un jour on amène Deborah, 14 ans, accusée d'adultère, à Jésus. Elle dit qu'elle était innocemment dans les bras de son cousin Philippe après avoir fui son mari Joseph et son père, Jérémie. Comme elle est instruite, Jésus la prend à son service. Elle retrouve Joseph et Jérémie qui s'excusent, mais elle reste avec Jésus. Philippe meurt mais Jésus le ressuscite. Judas fait arrêter Jésus et se pend. Jésus est tué. Deborah fait un malaise et est recueillie par des prostituées. Marie apprend que Joseph est mort. Elle retrouve Deborah et lui dit que Jésus est ressuscité. Deborah épouse Philippe. Le conseil les condamne pour adultère. Jérémie s'y oppose et est tué, comme Deborah et Philippe.